# Трисектриса Маклорена
Трисектриса Маклорена — кубика, примечательная своим свойством трисекции, поскольку она может быть использована для трисекции угла. Её можно определить как геометрическое место точек пересечения двух прямых, каждая из которых вращаются равномерно вокруг двух различных точек (полюсов) с отношением угловых скоростей 1:3, при этом первоначально прямые совпадают с прямой, проходящей через эти полюса. Обобщение этого построения называется Секущая Маклорена. Секущая названа в честь Колина Маклорена, который исследовал кривую в 1742 году.

## Уравнения
Пусть две прямые вращаются вокруг точек {\displaystyle P=(0,0)} и {\displaystyle P_{1}=(a,0)}, так что прямая, вращающаяся вокруг {\displaystyle P}, имеет с осью x угол {\displaystyle \theta }, а вращающаяся вокруг {\displaystyle P_{1}}, имеет угол {\displaystyle 3\theta }. Пусть {\displaystyle Q} — точка пересечения, тогда угол, образованный прямыми в точке {\displaystyle Q}, равен {\displaystyle 2\theta }. По теореме синусов
{\displaystyle {r \over \sin 3\theta }={a \over \sin 2\theta }}, так что в полярной системе координат это даст
{\displaystyle r=a{\frac {\sin 3\theta }{\sin 2\theta }}={a \over 2}{\frac {4\cos ^{2}\theta -1}{\cos \theta }}={a \over 2}(4\cos \theta -\sec \theta )}.
Таким образом, кривая принадлежит семейству конхоид Слюза.
В прямоугольной системе координат уравнение выглядит как
{\displaystyle 2x(x^{2}+y^{2})=a(3x^{2}-y^{2})}.
Если начало координат сдвинуть в (a, 0), то вывод, близкий к приведённому, показывает, что уравнение в полярных координат превращается в
{\displaystyle r={\frac {a}{2\cos {\theta  \over 3}}}}
делая её примером эписпирали.

## Свойство трисекции
Для заданного угла {\displaystyle \phi } рисуем луч из {\displaystyle (a,0)} так, что угол с осью {\displaystyle x} составляет {\displaystyle \phi }. Рисуем луч из начала координат в точку пересечения первого луча с кривой. По построению кривой, угол между вторым лучом и осью {\displaystyle x} равен {\displaystyle \phi /3}.

## Замечательные точки и свойства
Кривая имеет пересечение с осью x в точке {\displaystyle 3a \over 2} и двойную неподвижную точку в начале координат. Вертикальная прямая {\displaystyle x={-{a \over 2}}} является асимптотой. Кривая пересекает прямую {\displaystyle x=a} в точках {\displaystyle (a,{\pm {1 \over {\sqrt {3}}}a})}, соответствующих трисекции прямого угла. Как основная кубика, она имеет род нуль.

## Связь с другими кривыми
Трисектриса Маклорена может быть определена как коническое сечение тремя путями. Конкретно:
- Она является инверсией гиперболы по отношению к единичной окружности

{\displaystyle 2x=a(3x^{2}-y^{2})}.
- Она является циссоидой окружности

{\displaystyle (x+a)^{2}+y^{2}=a^{2}}
и прямой {\displaystyle x={a \over 2}} относительно начала координат.
- Она является подерой параболы относительно начала координат

{\displaystyle y^{2}=2a(x-{\tfrac {3}{2}}a)}.
Вдобавок,
- Инверсия относительно точки {\displaystyle (a,0)} является трисектрисой улитки Паскаля[англ.].
- Трисектриса Маклорена связана с декартовым листом аффинным преобразованием.